# Integration (album)
Pour les articles homonymes, voir Intégration.
Integration est un coffret au format Long Box du groupe The Cure sorti en 1990 sur le label Elektra Records et destiné au départ au marché américain.
Il contient les quatre singles extraits de l'album Disintegration en version maxi ainsi qu'un poster du groupe.

## CD 1
1. Fascination Street (Single remix)
2. Babble
3. Out of Mind
4. Fascination Street (Extended remix)

## CD 2
1. Lovesong (Single remix)
2. Lovesong (Extended remix)
3. 2Late
4. Fear of Ghosts

## CD 3
1. Lullaby (Single remix)
2. Lullaby (Extended remix)
3. Homesick (live)
4. Untitled (live)

## CD 4
1. Pictures of You (Single remix)
2. Last Dance (live)
3. Fascination Street (live)
4. Prayers for Rain (live)
5. Disintegration (live)